# Sindaci di Nocera Inferiore
L'elenco dei Sindaci di Nocera Inferiore parte dal 1851, anno in cui nasce ufficialmente il comune.

## Regno delle Due Sicilie (1816-1861)
| Periodo        | Periodo        | Primo cittadino      | Partito | Carica  | Note |
| -------------- | -------------- | -------------------- | ------- | ------- | ---- |
| 1851           | 1853           | Vincenzo Vietri      |         | Sindaco |      |
| 1854           | 1859           | Domenico Astuti      |         | Sindaco |      |
| 1860           | 21 luglio 1860 | Ferdinando Petrosino |         | Sindaco |      |
| 22 luglio 1860 | 1860           | Nicola Bruni         |         | Sindaco |      |

## Regno d'Italia (1861-1946)
| Periodo           | Periodo           | Primo cittadino                    | Partito | Carica                  | Note                                  |
| ----------------- | ----------------- | ---------------------------------- | ------- | ----------------------- | ------------------------------------- |
| 1861              | 1869              | Giovanni Arcucci                   |         | Sindaco                 |                                       |
|                   | 3 aprile 1870     | Gavino Pietri                      |         | delegato                |                                       |
| 4 aprile 1870     | 5 agosto 1871     | Nicola Milano                      |         | Sindaco                 | dimesso                               |
| 1872              | 1875              | Luigi Guerritore                   |         | Sindaco                 |                                       |
| 1876              | 1878              | Aurelio Bosco Lucarelli            |         | Sindaco                 |                                       |
| 1879              | 1879              | Luigi De Sanctis                   |         | Sindaco                 |                                       |
| 1880              | 1880              | Raffaele Contursi                  |         | Sindaco                 |                                       |
| 1881              | 1881              | Luigi Guerritore                   |         | Sindaco                 |                                       |
| 1882              | 1884              | Aurelio Bosco Lucarelli            |         | Sindaco                 |                                       |
| 1885              | 1887              | Isaia Rossi                        |         | Sindaco                 |                                       |
| 1888              | 1º luglio 1893    | Nicola Bruni Grimaldi              |         | Sindaco                 | deceduto                              |
| 2 luglio 1893     | 24 luglio 1895    | Francesco Aldanese                 |         | Pro sindaco             |                                       |
| 25 luglio 1895    | 28 gennaio 1900   | Aurelio Bosco Lucarelli            |         | Sindaco                 | dimesso                               |
| 1900              | 1902              | Francesco Aldanese                 |         | Sindaco                 |                                       |
|                   | 10 marzo 1902     | C. Servili                         |         | Regio commissario       |                                       |
| 11 marzo 1902     | 16 ottobre 1903   | Errico Guerritore Broya            |         | Sindaco                 | dimesso                               |
| 17 ottobre 1903   | 6 settembre 1904  | Aurelio Bosco Lucarelli            |         | Sindaco                 |                                       |
| 7 settembre 1904  | 4 luglio 1905     | Carmine Pasquale Angrisani Armenio |         | Sindaco                 | dimesso                               |
| 5 luglio 1905     | agosto 1906       | Edoardo Astuti                     |         | Sindaco                 | decaduto per sorteggio da consigliere |
| agosto 1906       | luglio 1908       | Renato De' Santi                   |         | Sindaco                 | scioglimento consiglio comunale       |
| luglio 1908       | 8 dicembre 1910   | Renato De' Santi                   |         | Sindaco                 | dimesso                               |
| 9 dicembre 1910   | 1913              | Errico Guerritore Broya            |         | Sindaco                 | dimesso                               |
| 1913              | 1904              | Eduardo Astuti                     |         | Sindaco                 |                                       |
| 1914              | 1919              | Goffredo Lanzara                   |         | Sindaco                 | candidato al Parlamento               |
| 1919              | novembre 1920     | Vincenzo Rossi                     |         | Sindaco                 |                                       |
| novembre 1920     | ottobre 1922      | Giuseppe Vicedomini                |         | Sindaco                 | dimesso                               |
| marzo 1923        | 12 gennaio 1925   | Attilio Barbarulo                  |         | Sindaco                 | dimesso                               |
| febbraio 1925     | giugno 1925       | Alfredo Maranca                    |         | Sindaco                 | dimesso                               |
| giugno 1925       | novembre 1925     | Cristofaro Molinari                |         | Sindaco                 | dimesso                               |
| novembre 1925     | febbraio 1926     | Attilio Barbarulo                  |         | Sindaco                 | dimesso                               |
| febbraio 1926     | 20 aprile 1927    | Vincenzo Costabile                 |         | Sindaco                 |                                       |
| 21 aprile 1927    | 1º maggio 1928    | Emilio Petrocelli                  |         | Podestà                 |                                       |
| 2 maggio 1928     | 18 febbraio 1929  | Clodoveo Trotta                    |         | Podestà                 |                                       |
| 19 febbraio 1929  | 13 agosto 1930    | Luigi Lacquanitti                  |         | Podestà                 |                                       |
| 14 agosto 1930    | 11 dicembre 1932  | Carlo Angrisani Armenio            |         | Podestà                 |                                       |
| 12 dicembre 1932  | 20 giugno 1937    | Attilio Barbarulo                  |         | Podestà                 |                                       |
| 21 giugno 1937    | 9 dicembre 1943   | Alfredo Arminio                    |         | Podestà                 |                                       |
| 10 dicembre 1943  | 16 febbraio 1944  | Matteo Silvestri                   |         | Sindaco                 |                                       |
| 17 febbraio 1944  | 18 settembre 1944 | Goffredo Lanzara                   |         | Sindaco                 |                                       |
| 19 settembre 1944 | 17 gennaio 1946   | Giuseppe Vicedomini                |         | Sindaco straordinario   |                                       |
| 18 gennaio 1946   | 10 febbraio 1946  | Domenico Pellegrino                |         | Commissario prefettizio |                                       |
| 11 febbraio 1946  | 24 aprile 1946    | Giulio Russo                       |         | Commissario prefettizio |                                       |
| 25 aprile 1946    | 29 ottobre 1946   | Alfredo Correra                    |         | Commissario prefettizio |                                       |

## Repubblica italiana (1946-oggi)
| Periodo           | Periodo           | Primo cittadino                          | Partito                          | Carica                    | Note                                      |
| ----------------- | ----------------- | ---------------------------------------- | -------------------------------- | ------------------------- | ----------------------------------------- |
| 30 ottobre 1946   | 2 novembre 1948   | Italo Giuffrè                            |                                  | Sindaco                   |                                           |
| 2 novembre 1948   | 12 dicembre 1949  | Vittorio Trincucci                       |                                  | Commissario prefettizio   |                                           |
| 13 dicembre 1949  | 29 marzo 1951     | Giuseppe Atzori                          |                                  | Commissario prefettizio   |                                           |
| 30 marzo 1951     | 25 aprile 1951    | Vittorio Trincucci                       |                                  | Commissario prefettizio   |                                           |
| 26 aprile 1951    | 17 luglio 1951    | Quirino Cerulli                          |                                  | Commissario prefettizio   |                                           |
| 18 luglio 1951    | 29 giugno 1952    | Vincenzo Iorio                           |                                  | Commissario prefettizio   |                                           |
| 30 giugno 1952    | 27 febbraio 1955  | Luigi Angrisani                          |                                  | Sindaco                   |                                           |
| 28 febbraio 1952  | 19 giugno 1956    | Alfonso Amato                            |                                  | Sindaco                   |                                           |
| 20 giugno 1956    | 11 aprile 1963    | Oronzo Rossi                             |                                  | Sindaco                   | [ 2 ]                                     |
| 12 aprile 1963    | 9 aprile 1964     | Francesco Apicella                       |                                  | Sindaco                   |                                           |
| 10 aprile 1964    | 14 marzo 1965     | Carlo Romeo                              |                                  | Commissario prefettizio   |                                           |
| 15 marzo 1965     | 3 luglio 1966     | Carmine Orlando                          |                                  | Sindaco                   |                                           |
| 4 luglio 1966     | 13 novembre 1968  | Prisco Califano                          |                                  | Sindaco                   |                                           |
| 14 novembre 1968  | 9 settembre 1970  | Salvatore Greco                          |                                  | Commissario prefettizio   |                                           |
| 10 settembre 1970 | 29 ottobre 1973   | Arcadio Siciliano                        |                                  | Sindaco                   |                                           |
| 30 ottobre 1973   | 19 agosto 1975    | Giorgio Barbarulo                        |                                  | Sindaco                   |                                           |
| 20 agosto 1975    | 10 marzo 1978     | Antonio Guerritore                       |                                  | Sindaco                   |                                           |
| 11 marzo 1978     | 18 settembre 1978 | Alfonso Volino                           |                                  | Sindaco                   |                                           |
| 19 settembre 1978 | 18 agosto 1980    | Raffaele Celotto                         |                                  | Sindaco                   |                                           |
| 19 agosto 1980    | 18 aprile 1983    | Salvatore Gargiulo                       |                                  | Sindaco                   |                                           |
| 19 aprile 1983    | 5 marzo 1984      | Rocco Caiazza                            |                                  | Sindaco                   |                                           |
| 6 marzo 1984      | 2 settembre 1985  | Mario Stanzione                          |                                  | Sindaco                   |                                           |
| 3 settembre 1985  | 7 aprile 1988     | Francesco D'Angelo                       |                                  | Sindaco                   |                                           |
| 8 aprile 1988     | 22 luglio 1989    | Maria Felicita Realfonso                 | DC                               | Sindaco                   |                                           |
| 22 luglio 1989    | 22 dicembre 1989  | Emiddio Sansone                          |                                  | Commissario prefettizio   |                                           |
| 22 dicembre 1989  | 1º marzo 1990     | Edmondo Cuomo                            | PRI                              | Sindaco                   |                                           |
| 1º marzo 1990     | 11 giugno 1990    | Maria Pia Larciprete Weber               |                                  | Commissario prefettizio   |                                           |
| 11 giugno 1990    | 3 settembre 1991  | Francesco D'Angelo                       | DC                               | Sindaco                   |                                           |
| 3 settembre 1991  | 22 aprile 1992    | Vittorio Ruggiero                        | PRI                              | Sindaco                   |                                           |
| 27 aprile 1992    | 3 febbraio 1993   | Francesco Caso                           | PSI                              | Sindaco                   |                                           |
| 3 febbraio 1993   | 14 aprile 1993    | Alfonso Baio                             | PRI                              | Sindaco                   | scioglimento consiglio comunale           |
| 14 aprile 1993    | 11 gennaio 1994   | A. Addonizio, P. Donniacuo e I. Paolillo |                                  | Commissione straordinaria |                                           |
| 11 gennaio 1994   | 17 marzo 1995     | P. Donniacuo, B. Mogavero e I. Paolillo  |                                  | Commissione straordinaria |                                           |
| 17 marzo 1995     | 8 maggio 1995     | B. Mogavero, I. Paolillo e E. Raio       |                                  | Commissione straordinaria |                                           |
| 8 maggio 1995     | 16 giugno 1997    | Matteo Forte                             | Liste civiche di centro-sinistra | Sindaco                   |                                           |
| 16 giugno 1997    | 1º dicembre 1997  | Emiddio Sansone                          |                                  | Commissario prefettizio   |                                           |
| 1º dicembre 1997  | 24 luglio 2001    | Aldo Di Vito                             | Forza Italia                     | Sindaco                   | decadenza consiglio comunale              |
| 24 luglio 2001    | 11 giugno 2002    | Salvatore Tedesco                        |                                  | Commissario prefettizio   |                                           |
| 11 giugno 2002    | 3 agosto 2010     | Antonio Romano                           | Liste civiche di centro-sinistra | Sindaco                   | Decadenza consiglio comunale              |
| 3 agosto 2010     | 31 gennaio 2011   | Raffaele Cannizzaro                      |                                  | Commissario prefettizio   |                                           |
| 31 gennaio 2011   | 9 giugno 2011     | Giuseppina Di Rosa                       |                                  | Commissario straordinario |                                           |
| 9 giugno 2011     | 23 giugno 2011    | Manlio Torquato                          | Liste civiche di centro          | Sindaco                   | per dimissioni della maggioranza del C.C. |
| 23 giugno 2011    | 6 giugno 2012     | Piero Mattei                             |                                  | Commissario prefettizio   |                                           |
| 6 giugno 2012     | 12 giugno 2022    | Manlio Torquato                          | Liste civiche di centro          | Sindaco                   | [ 5 ]                                     |
| 12 giugno 2022    | in carica         | Paolo De Maio                            | Liste civiche di centro-sinistra | Sindaco                   |                                           |